# 이우정 (1880년)
이우정(李愚正, 1880년 ~ ?)은 일제강점기때의 판사이다.

## 생애
1880년 8월 28일 경상북도 성주에서 태어났다.
1903년 11월부터 원산우체사 주사를 지냈다.
1906년 법관양성소에 입학해 1908년 11월 우등으로 졸업했다.
법관양성소 졸업 후인 1909년 2월 대구공소원 서기로 임용되었으며, 같은 해 10월 대구지방재판소 안동구재판소 판사로 승진했다.
1912년 4월부터 관제개편으로 대구지방법원 안동지청 판사로 재직했고, 8월에는 한국병합기념장을 받았다.
1915년 다이쇼(大正)천황 즉위기념 대례기념장을 받았다.
안동지청 판사로 재직하던 1919년 3월 안동군 일직면에서 만세시위운동을 전개한 이구덕(李九德)에게 보안법 위반을 적용해 태형(笞刑) 90대를 선고했고, 이해 6월에는 3·1운동 당시 경상북도 안동군 임동면 시장에서 만세시위운동을 전개한 김은수(金銀守)에게 보안법 위반을 적용해 징역 2년을 선고했다.
1923년 4월에 경상북도 대구에서 변호사를 개업했다. 변호사로 활동하던 1928년 11월 쇼와(昭和)천황 즉위기념 대례기념장을 받았다.

## 참고 자료
- 친일인명사전편찬위원회 (2009). 《친일인명사전》. 53쪽.